# Xerodraba monantha
Xerodraba monantha là một loài thực vật có hoa trong họ Cải. Loài này được (Gilg ex Kuntze) Skottsb. miêu tả khoa học đầu tiên.